# L'Annexe (Anne Frank)
L'Annexe (en néerlandais : het achterhuis) est la cachette dans laquelle Anne Frank, sa famille et quatre autres clandestins juifs se sont cachés pour échapper aux nazis durant la Seconde Guerre mondiale. C'est ainsi qu'Anne Frank nomme elle-même la cachette dans son journal.

## Le bâtiment
Datant de 1635, la maison du 263 Prinsengracht est entièrement reconstruite au XVIIIe siècle. De 1901 à 1928, la bâtisse devient une entreprise gérée par Jan Alle Pieron qui y fabrique des poêles et des cadres de lits. Dans les années 1930, il accueille un atelier de couture, une imprimerie et un entrepôt d'alcool mais est finalement laissé vide en 1939. En décembre de cette année-là, Otto Frank loue le 263 Prinsengrach pour y installer les locaux de son entreprise Opekta. Il s’agit en fait de deux sociétés : Opekta et Pectacon. Opekta vend un produit qui permet de faire de la confiture soi-même et Pectacon vend des épices pour viande et saucisses. Miep Gies, Victor Kugler, Johannes Kleiman, Hermann van Pels et Bep Voskuijl travaillent au bureau de l’entreprise. Hermann van Pels, tout comme Otto Frank, est juif.

### La cachette

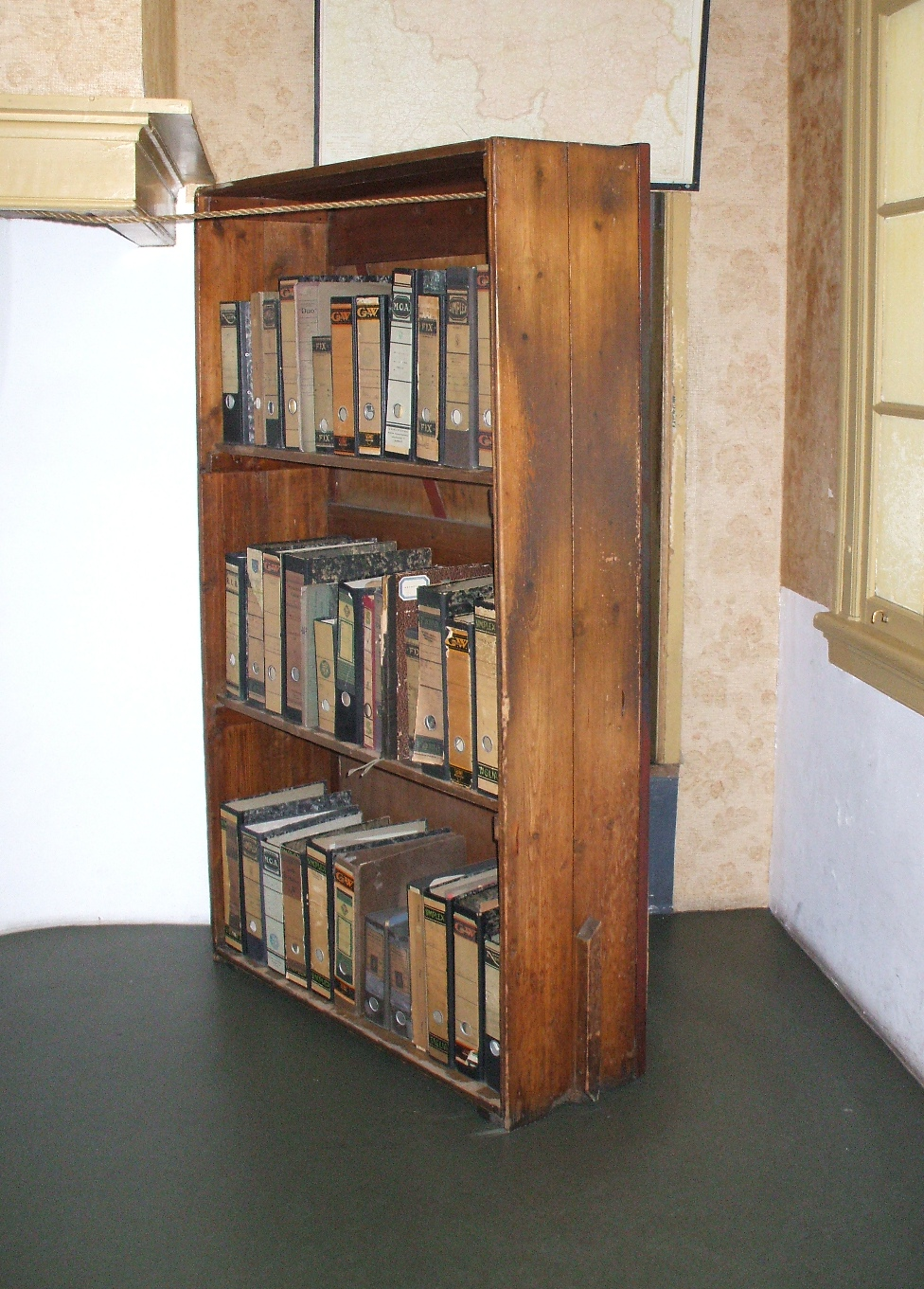
Bibliothèque coulissante

Au printemps 1942, Otto Frank et Hermann van Pels décident d’aménager une cachette, aidés de Johannes Kleiman et de son frère Willy. Ils apportent alors autant de meubles et de nourriture que possible à l’Annexe. Otto demande également à Victor, Miep et Bep de les aider. Tous les trois ont directement accepté, en dépit du fait qu'ils avaient parfaitement conscience qu’ils mettaient leur propre vie en danger (car aider les Juifs était sévèrement condamné). Les hommes travaillant dans l’entrepôt et les voisins ne devaient donc absolument rien remarquer.
L'Annexe ne donne pas sur la rue. Elle se trouve à l'arrière de l'immeuble dans une partie inutilisée des locaux, s'organisant sur trois étages et un grenier. « L’Annexe est une cachette idéale et, bien qu’humide et biscornue, il n’y en a probablement pas de mieux aménagée dans tout Amsterdam, voire dans toute la Hollande », écrira Anne le 11 juillet 1942.
Au premier se trouvent le bureau privé avec la radio, et la cuisine. Au deuxième, la porte d'entrée est camouflée par une bibliothèque coulissante. Le 21 août 1942, Anne confie d'ailleurs : « Notre cachette est devenue une cachette digne de ce nom. M. Kugler a jugé plus prudent de mettre une bibliothèque devant notre porte d’entrée (...), mais naturellement une bibliothèque pivotante qui peut s’ouvrir comme une porte ». C'est le père de Bep, Johan Voskuijl, qui a d'ailleurs construit cette fameuse bibliothèque. Ne sachant rien de toute clandestinité au départ, ce n'est que plus tard qu’il a été mis dans la confidence.
Puis on trouve la salle de bain, la chambre d'Anne et de Fritz Pfeffer, puis la chambre des parents et de la sœur d'Anne, Margot. Au troisième étage, on trouve la chambre de Peter van Pels (le fils d'un autre couple de juifs clandestins cachés dans l'annexe) puis la chambre des parents de celui-ci, Augusta et Hermann Van Pels. Au dessus se trouve le grenier.
L'annexe fait aujourd'hui partie du musée Maison Anne Frank à Amsterdam. L'association a désormais rendu possible, depuis son site internet, une visite virtuelle de la cachette encore dans son jus, pièce par pièce.

## Le journal et l'Annexe
Anne Frank démarre l'écriture de son journal le 12 juin 1942 après l'avoir reçu en cadeau pour son 13e anniversaire, alors que la famille habitait encore au 37-II place Merwedeplein, à Amsterdam Après s’être cachés dans L'Annexe en Juillet 1942, ils ne retourneront plus à cette adresse. Ainsi, Anne fera pendant 2 ans (soit en tout 761 jours) de l'Annexe l’objet principal de son œuvre, en y racontant sa vie quotidienne Après leur arrestation, Miep et Bep sont retournées quelques heures plus tard dans la cachette, où elles ont trouvé à même le sol les journaux, les cahiers et les notes d’Anne. Miep a ensuite caché les écrits dans un tiroir de son bureau, pour tout rendre à Anne après la guerre. Quand Otto (seul survivant) lui a appris que la jeune fille était décédée entre-temps, Miep lui a donné les écrits qu'il publiera le 25 juin 1947.

## Une journée typique à l'Annexe
Les journées des clandestins étaient parfaitement rythmées, afin d'éviter tout soupçons de leur présence. Voici un exemple d'un jour typique à l'Annexe :
À 6 h 45, le couple Van Pels étaient les premiers à se réveiller. Après avoir utilisé la salle de bain, c'était au tour de Fritz Pfeffer. Puis les autres membres se levaient et se relayaient pour utiliser la salle de bain.

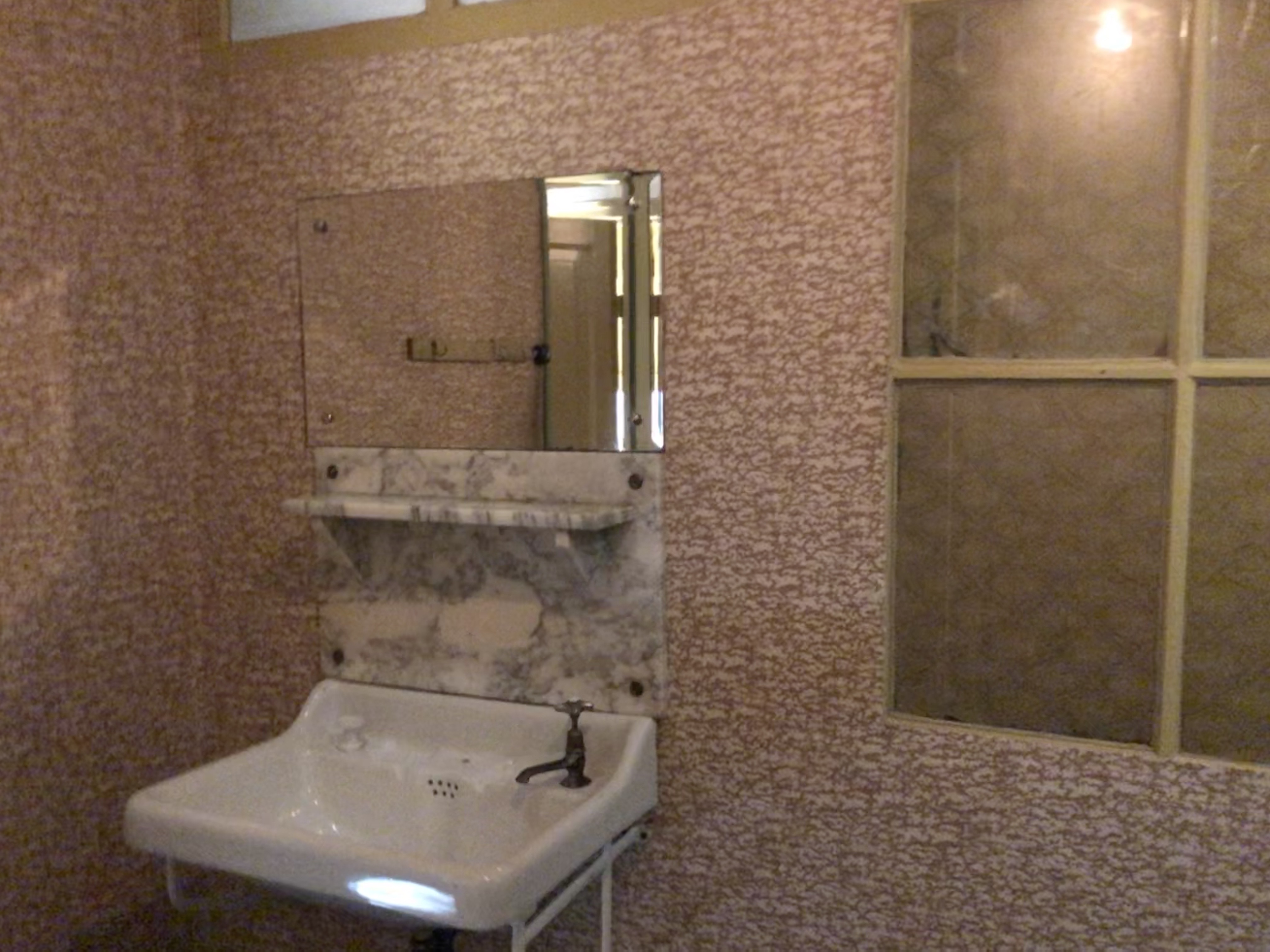
Salle de bain de l'Annexe.

À 8 h 30, les hommes de l'entrepôt commençaient leur journée de travail. Tout bruit des personnes cachées était dangereux, car l'entrepôt était situé en dessous de la cachette, et le personnel de l'entrepôt n'était pas au courant de la présence des personnes cachées.
À 9 h, les secrétaires commençaient à travailler dans le bureau au-dessus de l'entrepôt. Les personnes cachées se promenaient en chaussettes et devaient toujours se taire. Le reste de la matinée était consacré à la lecture, à l'étude et à la préparation de la pause déjeuner.
À 12 h 30, les employés de l'entrepôt rentraient chez eux pour déjeuner. Les assistants et les clandestins avaient donc les lieux pour eux pendant un moment. À 12 h 45, quelques assistants, généralement Johannes Kleiman, Victor Kugler et Bep Voskuijl, montaient à l'Annexe secrète pour déjeuner. Au début, Johan Voskuijl (le père de Bep) montait aussi souvent. Jan Gies (le mari de Miep) les rejoignait régulièrement, bien qu'il travaillait ailleurs. Miep Gies restait généralement au bureau pour surveiller la situation. Pour les clandestins, c'était agréable de voir d'autres personnes et d'entendre les dernières nouvelles de la ville.

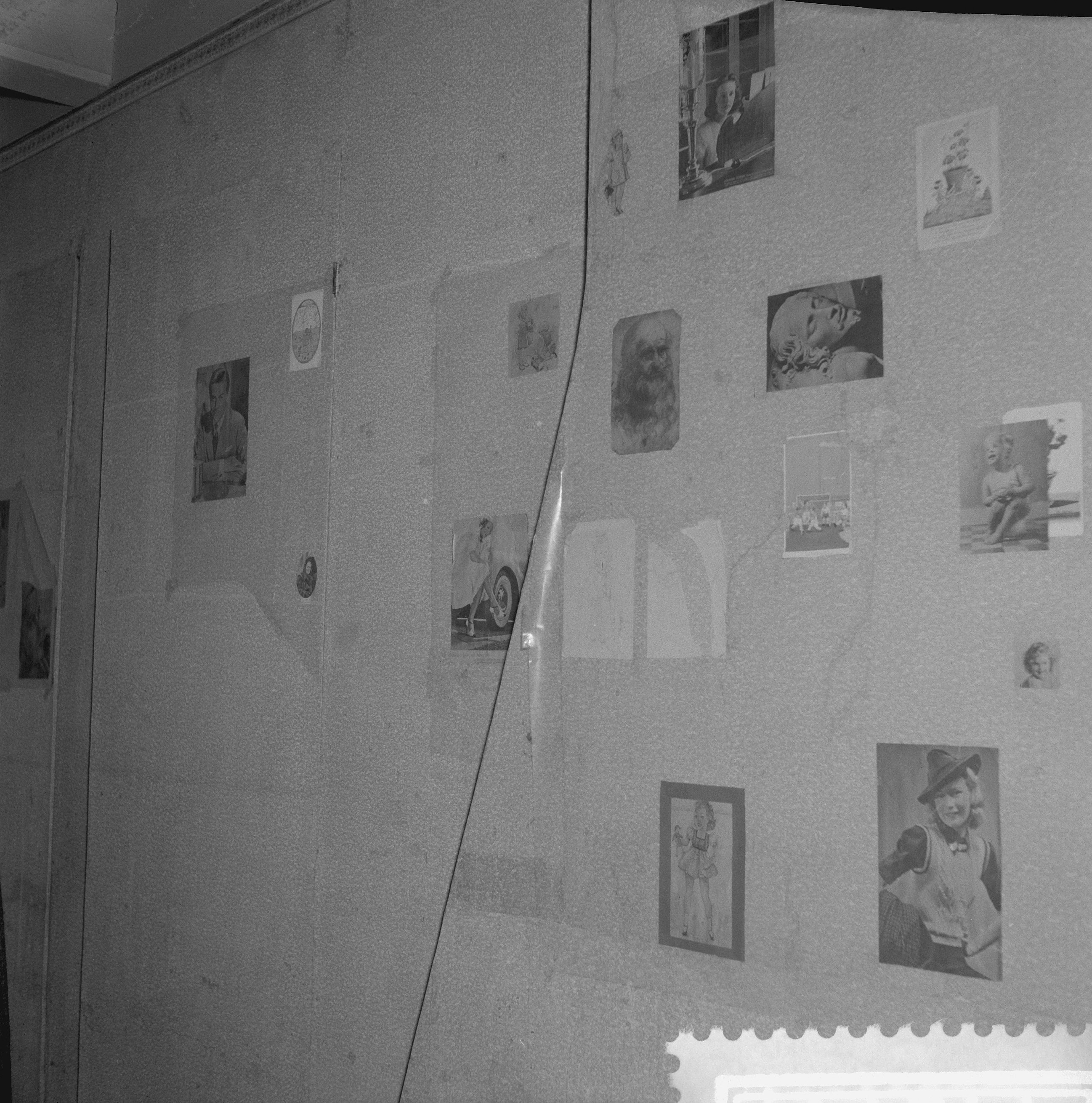
Mur de la chambre d'Anne Frank.

A 13 h, la radio était allumée pour le journal de la BBC. À 13 h 15, ils déjeunaient et à 13 h 45, les assistants retournaient au travail.
Après avoir tout rangé, les clandestins faisaient la sieste l’après-midi. Anne profitait de ce moment pour étudier ou écrire. Vers 16 h, ils prenaient le café et commençaient ensuite à préparer le dîner. À 17 h 30, les employés de l’entrepôt rentraient chez eux. L’assistante Bep Voskuijl passait généralement voir si les clandestins avaient besoin de quelque chose.
Pendant la soirée, Hermann van Pels regardait le courrier du jour, Peter van Pels allait chercher le pain qui leur avait été laissé au bureau, Otto Frank écrivait des lettres commerciales à la machine à écrire, Margot et Anne faisaient des tâches administratives et Augusta van Pels et Edith Frank préparaient le dîner.
Après le dîner, ils lisaient, discutaient ou écoutaient la radio. Vers 21 h, ils commençaient à se préparer pour la nuit. Il fallait déplacer des meubles (par exemple dans la chambre d’Hermann et Augusta van Pels) étant donné que le matin, la salle de bain était utilisée à tour de rôle.

Chaque jour, lorsque le soleil se couchait, les fenêtres devaient être occultées. Après cela, l’Annexe était silencieuse. Le lendemain matin, le réveil sonnait de nouveau à 6 h 45, sauf le dimanche.

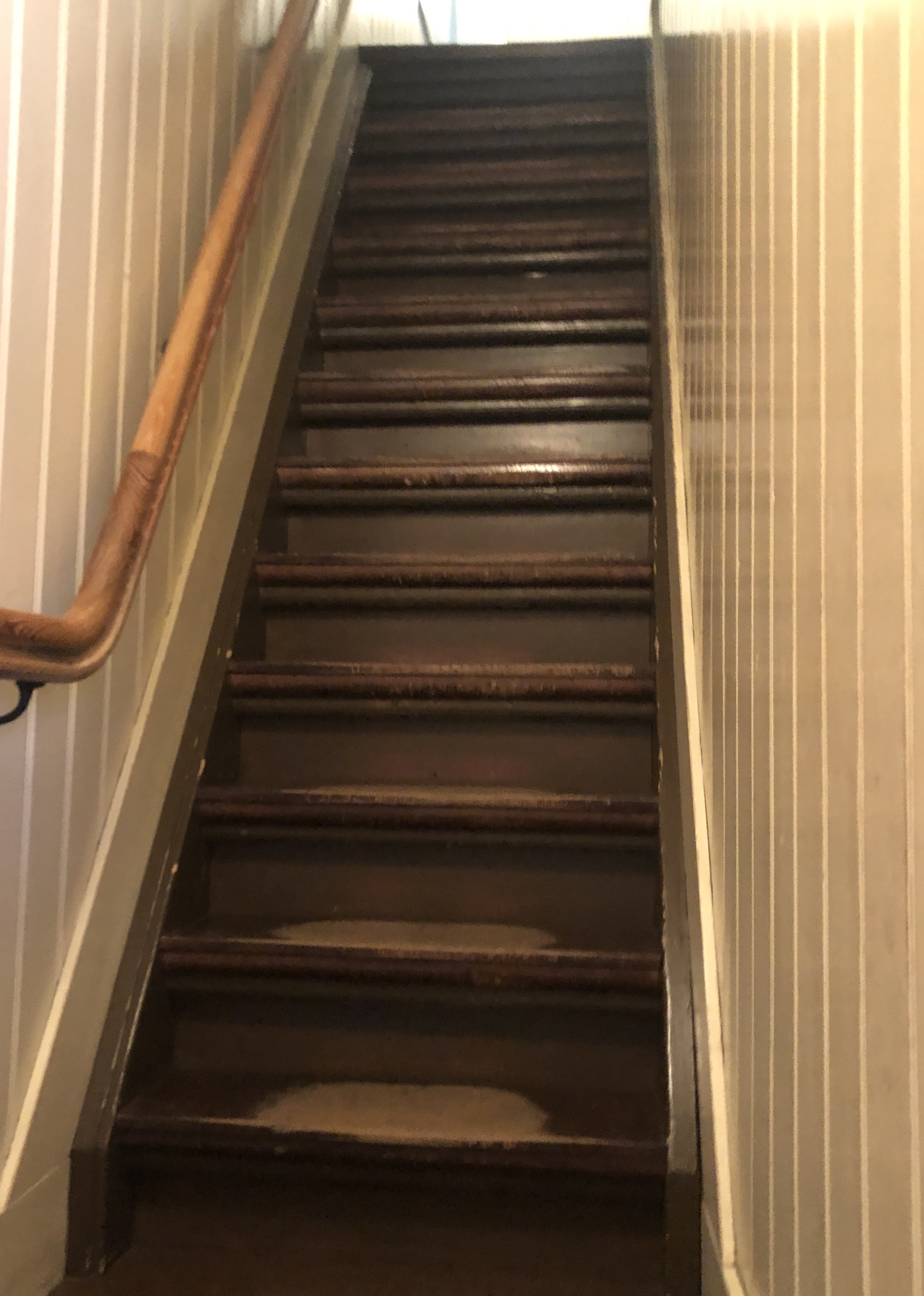
Premier escalier directement après la bibliothèque.

## Dénonciation
Le seul employé de l'entrepôt à être au courant de la cachette était Johan Voskuijl (le directeur). Il surveillait discrètement les employés pour s’assurer qu’aucun d'eux ne soupçonne quoi que ce soit. 
Cependant, en 1943, Johan tomba malade d'un cancer. Il fut remplacé par Wilhelm van Maaren, un homme curieux. Il commença à suspecter la présence de personnes dans l'entrepôt après la fermeture. Les cachés et leurs assistants n’avaient pas confiance en lui.
Immédiatement après la guerre, Wilhelm van Maaren était le seul suspect dans l'enquête au sujet de l'Annexe secrète. Il nia avec véhémence toute implication. Aucune preuve de son implication ne fut jamais trouvée et, à ce jour, personne ne sait réellement qui a dénoncé les clandestins.
Par ailleurs, les cambriolages étaient fréquents pendant la guerre. En 1943, l’un d’eux fut particulièrement inquiétant, car les cambrioleurs volèrent de l’argent et des coupons de sucre dans l'entrepôt. Un autre cambriolage, dans la nuit du 9 au 10 avril 1944, faillit les exposer. Après avoir entendu des bruits suspects, les cachés se sont armés et ont crié « Police ! », ce qui fit fuir les cambrioleurs. Cependant, ils eurent une grande peur lorsqu’ils entendirent des pas dans l’escalier. Ils sont restés silencieux et ont échappé ainsi à la découverte. Bien qu'angoissée, Anne se sentit soulagée d’avoir échappé de peu au danger. Cependant, la peur demeurait, car ils savaient que leur sécurité restait fragile.
Le 4 août 1944, sur dénonciation, un groupe de Allemand procèdent à l'arrestation de la famille Frank, des van Peels et de Fritz Pfeffer. Ils sont déportés jusqu'au camp de transit de Westerborck. Considérés comme des criminels trouvés sous clandestinité, ils sont par la suite déportés à Auschwitz.